# Lycodon
Genre
Synonymes
- Cercaspis Wagler, 1830
- Dinodon Duméril, 1853

Lycodon est un genre de serpents de la famille des Colubridae.

## Répartition
Les 51 espèces de ce genre se rencontrent en Asie et en Australie.

## Description
Les espèces de ce genre mesurent entre 40 et 100 cm. Ce sont essentiellement des serpents nocturnes.

## Liste des espèces
Selon The Reptile Database (9 novembre 2017) :
- Lycodon alcalai Ota & Ross, 1994
- Lycodon aulicus (Linnaeus, 1758)
- Lycodon bibonius Ota & Ross, 1994
- Lycodon butleri Boulenger, 1900
- Lycodon capucinus (Boie, 1827)
- Lycodon cardamomensis Daltry & Wüster, 2002
- Lycodon carinatus (Kuhl, 1820)
- Lycodon cavernicolus Grismer, Quah, Anuar, Muin, Wood & Nor, 2014
- Lycodon chrysoprateros Ota & Ross, 1994
- Lycodon davidi Vogel, Nguyen, Kingsada & Ziegler, 2012
- Lycodon dumerilii (Boulenger, 1893)
- Lycodon effraenis Cantor, 1847
- Lycodon fasciatus (Anderson, 1879)
- Lycodon fausti Gaulke, 2002
- Lycodon ferroni Lanza, 1999
- Lycodon flavicollis Mukherjee & Bhupathy, 2007
- Lycodon flavomaculatus Wall, 1907
- Lycodon flavozonatus (Pope, 1928)
- Lycodon futsingensis (Pope, 1928)
- Lycodon gammiei (Blanford, 1878)
- Lycodon gongshan Vogel & Luo, 2011
- Lycodon hypsirhinoides (Theobald, 1868)
- Lycodon jara (Shaw, 1802)
- Lycodon kundui Smith, 1943
- Lycodon laoensis Günther, 1864
- Lycodon liuchengchaoi Zhang, Jiang, Vogel & Rao, 2011
- Lycodon mackinnoni Wall, 1906
- Lycodon meridionale (Bourret, 1935)
- Lycodon muelleri Duméril, Bibron & Duméril, 1854
- Lycodon multifasciatus (Maki, 1931)
- Lycodon multizonatus (Zhao & Jiang, 1981)
- Lycodon ophiophagus Vogel, David, Pauwels, Sumontha, Norval, Hendrix, Vu & Ziegler, 2009
- Lycodon orientalis (Hilgendorf, 1880)
- Lycodon osmanhilli Taylor, 1950
- Lycodon paucifasciatus Rendahl, 1943
- Lycodon rosozonatus (Hu & Zhao, 1972)
- Lycodon rufozonatus Cantor, 1842
- Lycodon ruhstrati (Fischer, 1886)
- Lycodon semicarinatus (Cope, 1860)
- Lycodon septentrionalis (Günther, 1875)
- Lycodon sidiki Wostl, Hamidy, Kurniawan & Smith, 2017
- Lycodon solivagus Ota & Ross, 1994
- Lycodon stormi Boettger, 1892
- Lycodon striatus (Shaw, 1802)
- Lycodon subcinctus Boie, 1827
- Lycodon synaptor Vogel & David, 2010
- Lycodon tessellatus Jan, 1863
- Lycodon tiwarii Biswas & Sanyal, 1965
- Lycodon travancoricus (Beddome, 1870)
- Lycodon zawi Slowinski, Pawar, Win, Thin, Gyi, Oo & Tun, 2001
- Lycodon zoosvictoriae Neang, Hartmann, Hun, Souter & Furey, 2014

## Taxinomie
Le genre monotypique Cercaspis a été placé en synonymie avec Lycodon par Pyron, Kandambi, Hendry, Pushpamal et Burbrin en 2013, le genre monotypique Lepturophis par Das et Yaakob en 2007 et le genre Dinodon par Siler, Oliveros, Santanen et Brown en 2013.

## Étymologie
Lycodon vient du grec λύκος, lykos, « loup », et δόν, don, « dent », et fait référence à la forme des dents mandibulaires et du maxillaire antérieur.

## Publication originale
- Fitzinger, 1826 : Neue classification der reptilien nach ihren natürlichen verwandtschaften. Nebst einer verwandtschafts-tafel und einem verzeichnisse der reptilien-sammlung des K. K. zoologischen museum's zu Wien, p. 1-67 (texte intégral).